# La Mulatière
La Mulatière là một xã thuộc tỉnh Rhône trong vùng Rhône-Alpes phía đông nước Pháp. Xã này nằm ở khu vực có độ cao từ 163-249 mét trên mực nước biển. 